# Загарія Дмитро Дмитрович

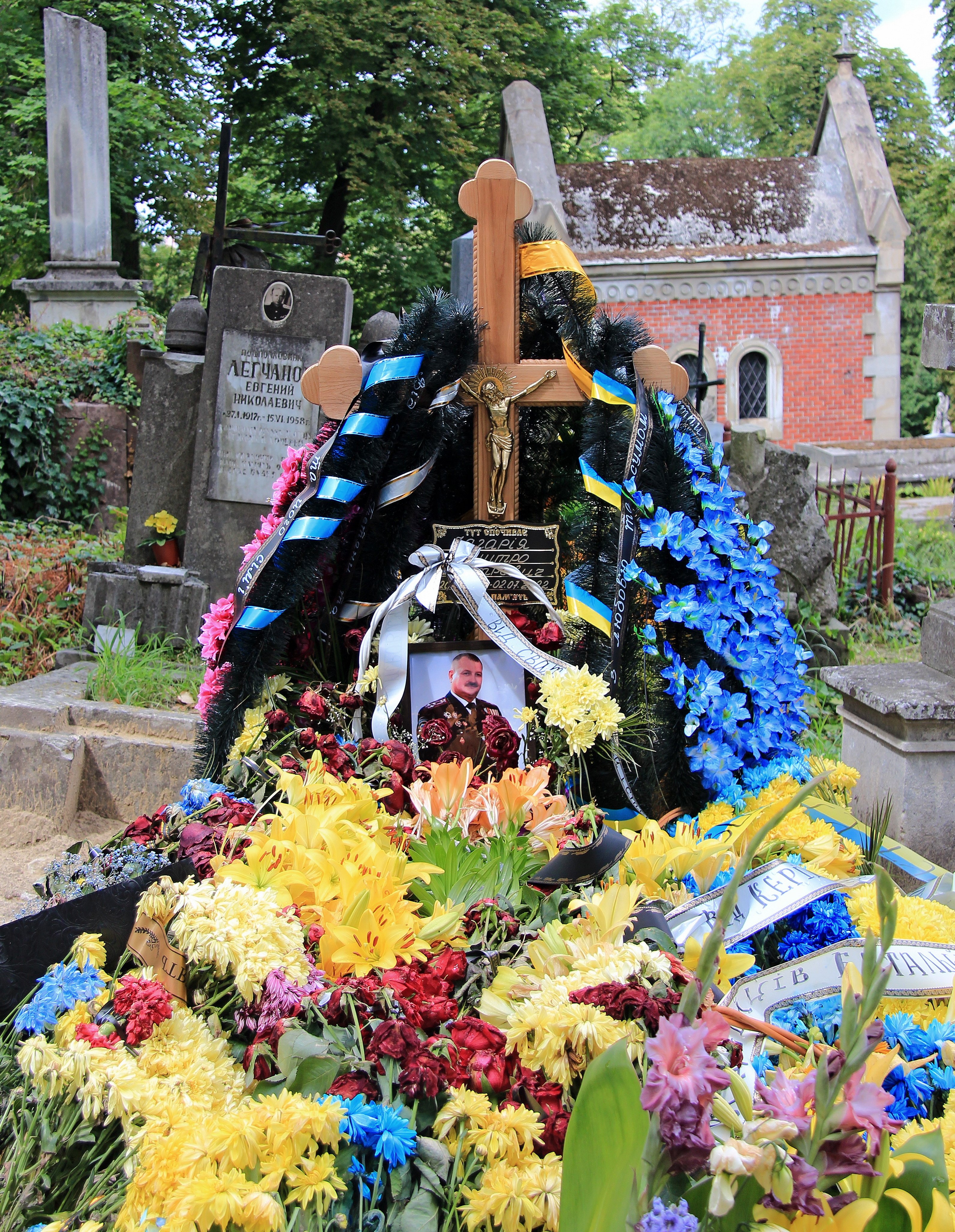

Дмитро Дмитрович Загарія (нар. 20 липня 1957, село Вільшанка, Жашківський район, Черкаська область — 2 липня 2022)— український міліціонер, полковник міліції.
Начальник Головного управління МВС України у Львівській області (з 25 квітня 2014).

## Біографія
Після школи закінчив київське річкове училище № 2, отримав фах рульового моториста, працював у річковому флоті. Після ніс службу в армії. Потім — вступив до Львівської школи міліції. До 1993 року працював у Московському райвідділі Києва (тепер Голосіївський). За час роботи обіймав різні посади в карному розшуку: від інспектора до заступника.

Про свої заслуги в правоохоронних органах Дмитро Дмитрович говорить неохоче:
|  | Серійний вбивця Онопрієнко, Анатолій Онопрієнко. От я працював безпосередньо по розкриттю цього злочину. Працював в Криму по злочинних угрупованнях Башмака |

У 2002 році Дмитро Загарія був призначений заступником начальника УМВС України у Львівській області. У 2005 звільнився з органів за вислугою років. На пенсії чотири роки працював начальником безпеки банку у Львові. Потім до 30 грудня 2013 року обіймав посаду директора з безпеки в «Західенерго».
З квітня 2014 р. — керівник Головного управління МВС України у Львівській області.
В другій половині дня 10 лютого 2015 року під Логвиновим потрапили у засідку та були поранені начальник львівської обласної міліції Дмитро Загарія й командир батальйону спеціального призначення МВС «Львів» Ігор Вольский. Від вибуху фугасу загинув Дмитро Терновий — начальник УВБ на Львівській залізниці. Офіцери кілька годин тримали оборону та зуміли з боєм прорватися назустріч підоспілій підмозі — бійці спецбатальйону «Львів» та підрозділ Нацгвардії провели 3 бойових рейди для порятунку, з третьої спроби група із 8 бійців батальйону «Львів» на чолі з командиром роти — за підтримки ЗСУ — деблокували офіцерів .
У листопаді 2015 року очолив Головне управління НПУ у Львівській області.
У грудні 2016 року очолив нове управління з кадрового контролю, протидії корупції і люстрації НПУ.
Помер у Львові, похований на полі № 8 Личаківського цвинтаря.

## Нагороди
- Орден «За мужність» III ст. (13 квітня 2009) — за багаторічну бездоганну плідну працю в органах внутрішніх справ, вагомий особистий внесок у боротьбу зі злочинністю, зміцнення законності і правопорядку, високий професіоналізм та з нагоди 90-річчя від Дня створення карного розшуку органів внутрішніх справ[4]
- Медаль «Захиснику Вітчизни» (24 серпня 2015) — за особисту мужність і самовідданість, виявлені у захисті державного суверенітету та територіальної цілісності України, вірність військовій присязі[5]
- Відомчі відзнаки МВС України, у тому числі «Хрест Слави», «За відзнаку в службі» I та II ст., медаль «10 років МВС України»[6]
- Медаль «За бездоганну службу» II та III ст.[6]